# Alojzy Gryt
Alojzy Jan Gryt (ur. 18 kwietnia 1937 w Niedobczycach) – polski rzeźbiarz i architekt, profesor sztuk plastycznych.

## Życiorys
W 1962 ukończył studia na Wydziale Architektury Politechniki Wrocławskiej, a w 1965 został absolwentem Państwowej Wyższej Szkole Sztuk Plastycznych we Wrocławiu. Zawodowo związany z tą uczelnią (przekształconą w ASP), doszedł do stanowiska profesora zwyczajnego na Wydziale Malarstwa i Rzeźby. Pełnił funkcje kierownika Katedra Rzeźby i Działań Przestrzennych oraz Katedry Rzeźby. W 1994 otrzymał tytuł naukowy profesora sztuk plastycznych. Wykładał również m.in. w Instytucie Plastyki Akademii im. Jana Długosza w Częstochowie.
Od 1975 wystawia swoje prace rzeźbiarskie, malarskie i rysunkowe oraz instalacje, organizował około 35 wystaw indywidualnych (m.in. we Wrocławiu, Innsbrucku, Dreźnie). Brał także udział w licznych wystawach grupowych (m.in. w Warszawie, Manchesterze, Wrocławiu, Hamburgu). Jest autorem projektu fontanny „Zdrój” na Rynku we Wrocławiu.
Odznaczony Krzyżem Kawalerskim Orderu Odrodzenia Polski (1996).